# Jakob Scherz
Jakob Scherz (* 15. oder 18. September 1818 in Aeschi bei Spiez; † 12. oder 13. August 1889 in Bern) war ein Schweizer Politiker.

## Leben
Als Sohn eines Lehrers geboren, studierte Scherz nach dem Besuch des Berner Gymnasiums Rechtswissenschaften in Jena und Bern. Während seines Studiums wurde er 1840 Mitglied der Burgkeller-Burschenschaft in Jena. 1840 wurde er auch Mitglied der Studentenverbindung Helvetia Bern, deren Präses er im Wintersemester 1842/43 war. Er war ein enger Freund von Jakob Stämpfli. Nach seinem Examen arbeitete er ab 1846 als Fürsprech in Bern. Von 1846 bis 1850 und von 1870 bis 1883 war er Grossrat in Bern, von 1849 bis 1857 Ersatzmann des Obergerichts und 1858 Oberrichter. Er war auch Mitarbeiter der Berner Zeitung.
1850 wurde er Major der Bürgerwehr. Im zweiten Freischarenzug wirkte er als Offizier. im Sonderbundskrieg 1856/57 war er als Major und Bataillonskommandant in Neuenburg eingesetzt. 1860 wurde er eidgenössischer Oberst. Er war auch Mitglied des eidgenössischen Generalstabs und Kommandant der 7. Brigade.
Von 1858 bis 1869 war er Regierungsrat im Finanzdepartement und von 1864 bis 1865 sowie von 1867 bis 1868 dessen Präsident (Finanzminister). 1860 bis 1889 war er Nationalrat, wo er vor allem im militärischen Bereich und im Schützenvereinswesen wirkte. Von 1869 bis 1889 war er als Verwalter des Inselspitals in Bern tätig. 1885 wurde er Präsident des Eidgenössischen Schützenfestes in Bern und war Präsident der Stadtschützengesellschaft in Bern. 1862 war er Präsident des Schweizer Offiziersvereins, 1858 bis 1863 Verwaltungsrat und Präsident der Berner Kantonalbank. Von 1883 bis 1885 war er auch Verfassungsrat.